# میشل روبر
میشل روبر (فرانسوی: Michel Robert‎؛ زادهٔ ۲۴ دسامبر ۱۹۴۸) سوارکار پرش اهل فرانسه است.
وی همچنین برندهٔ جوایزی همچون لژیون دونور (شوالیه) شده‌است.